# Битва у мыса Сан-Висенте (1797)
Битва у мыса Сан-Висенте — морское сражение периода французских революционных войн, которое произошло 14 февраля 1797 года у мыса Сан-Висенте в Португалии. В этой битве британский флот под командованием адмирала Джона Джервиса победил численно превосходивший его испанский флот под командованием адмирала Хосе де Кордобы.

## Предпосылки
Объявление войны Испанией Великобритании и Португалии в октябре 1796 года сделало невозможным для Великобритании удержание позиций в Средиземном море. Объединённый французско-испанский флот, имевший в своём составе 38 линейных кораблей, значительно превосходил Средиземноморский флот Великобритании, состоявший из 15 линейных кораблей, что заставило англичан эвакуироваться сначала с Корсики, а затем и с Эльбы.
В начале 1797 года испанский флот из 27 линейных кораблей, собиравшихся встретиться с французским флотом в Бресте, направился в Картахену, на Средиземном море, с намерением отправиться в Кадис как эскорт конвоя из 57 торговых судов, в основном гружённых ртутью, необходимой для работ с золотом и серебром. Они должны были бы зайти в эту испанскую гавань вместе с кораблями Neptuno, Terrible и Bahama, до того, как столкнулись бы с британскими силами.
Дон Хосе де Кордоба и испанский флот отправились из Картахены 1 февраля и могли бы благополучно достигнуть Кадиса, если бы не суровый левантер, восточный ветер, дующий между Гибралтаром и Кадисом, который отнёс испанский флот дальше в Атлантику, нежели предполагалось. Когда ветер утих, флот начал возвращение в Кадис.
В это время Средиземноморский Флот Великобритании под командой адмирала сэра Джона Джервиса вышел из устья Тахо с 10 линейными кораблями, чтобы попытаться перехватить испанский флот. Шестого февраля Джервис встретился у мыса Сан-Висенте с подкреплением из пяти линейных кораблей, прибывших под командованием контр-адмирала Вильяма Паркера из состава Флота Канала.
Одиннадцатого февраля, британский фрегат Minerve, под командованием коммодора Горацио Нельсона, прошёл сквозь испанский флот, оставшись благодаря сильному туману незамеченным. Нельсон достиг британского флота из 15 кораблей у Испании 13 февраля, и сообщил местонахождение испанского флота Джервису, командовавшему флотом, флагман Victory. Не имея понятия о размере флота противника — в тумане Нельсон не имел возможности сосчитать корабли — силы Джервиса немедленно выдвинулись на перехват.
Таким образом, испанцы оказались в Атлантическом океане, а 13 февраля — поблизости от англичан. Рано утром 14 февраля 1797 года Джервис узнал, что испанский флот находится от него меньше чем в 35 милях, с наветра.

## Сражение

### Раннее утро
Ночью послышались звуки, которых ждал английский флот: сигнальные пушки испанских кораблей в тумане. В 2:50 ночи был получен доклад, что испанский флот находится на расстоянии около 15 миль. Рано утром, в 5:30, фрегат Niger доложил, что испанцы ещё ближе. Рассвет принёс холодное и туманное февральское утро. В прибывающем свете Джервис увидел свои силы, выстроенные в две линии для боя. Он повернулся к своим офицерам на шканцах Victory и сказал, «Победа Англии сейчас очень важна». Джервис отдал приказ флоту готовиться к сражению.
Капитан Томас Трубридж на Culloden шёл головным. В 6:30, Culloden поднял сигнал, что видит 5 вымпелов противника на юго-востоке, и вместе с Blenheim и Prince George повернул на испанские корабли. Джервис не имел понятия о силе противостоявшего ему флота. Когда он начал проступать в тумане, корабли, по словам лейтенанта Barfleur смотрелись как «громадины, похожие на мыс Бичи-Хед в тумане».
Когда рассвело, корабли Джервиса были уже готовы атаковать испанцев. На шканцах Victory капитан Кальдер и капитан Халлоуэлл считали корабли. Именно тогда Джервису доложили, что противник вдвое превосходит его численностью:

— Вижу восемь линейных, сэр Джон. 

— Очень хорошо, сэр. 

— Двадцать линейных, сэр Джон. 

— Очень хорошо, сэр. 

— Двадцать пять линейных, сэр Джон. 

— Очень хорошо, сэр. 

— Двадцать семь линейных, сэр Джон. Почти вдвое больше нашего. 

— Довольно считать, жребий брошен, будь их хоть пятьдесят, я все равно пройду сквозь них.
Видя, что избежать сражения уже невозможно, Джервис решил продолжить сближение, поскольку ситуация стала бы только хуже, если бы испанскому флоту удалось соединиться с французским.
Когда рассвело, стало очевидно, что испанские корабли выстроились в две растянутые колонны, одна, примерно из 18 кораблей с наветра, и другая, примерно 9, несколько ближе к англичанам.
Около 10:30 утра, было замечено, что испанские корабли наветренной колонны поворачивают влево, под ветер. Это создавало впечатление, что они могут выстроить одну линию и пройти вдоль наветренной британской колоны, тогда меньшая колонна англичан попадала под обстрел большей испанской.
В 11 утра Джервис отдал приказ:
Строить линию баталии впереди и позади «Виктории», по способности.
Когда этот приказ был выполнен, британский флот образовал одну линию, следующую в курсом на юг таким образом, чтобы пройти между двумя колоннами испанцев.
В 11:12 Джервис поднял следующий сигнал:
Вступить в бой
а затем в 11:30
Адмирал намерен пройти сквозь порядки противника.
Битва при мысе Сан-Висенте началась.

### 11:30
Преимущество англичан был в том, что испанский флот был в двух дивизионах, не готовый к бою, в то время как английский флот уже выстроил линию. Джервис приказал своему флоту пройти между двумя колоннами, ограничив таким образом огонь, который по нему могли вести испанцы, и в то же время создавая себе возможность стрелять с обоих бортов.

### 12:30

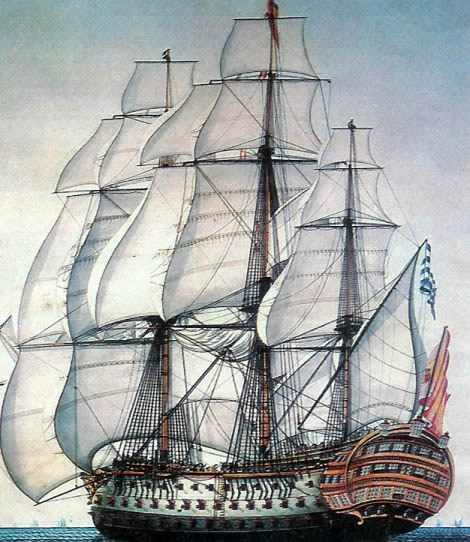
В сражении принимал участие четырёхдечный исполин «Сантисима-Тринидад».

Culloden повернул оверштаг на обратный курс, вслед за испанской колонной. Blenheim и следом Prince George последовательно повторили его манёвр. Подветренный дивизион испанцев теперь повернул на левый галс, пытаясь прорвать британскую линию в месте, где корабли выполняли поворот. Orion уже был на новом курсе, но Colossus ещё поворачивал, когда его фока-рей и фор-марса-рей были сбиты огнём. Поэтому Colossus пришлось вместо поворота оверштаг ворочать фордевинд, а ведущий корабль испанцев подошёл достаточно близко, и угрожал бортовым залпом. Сумарес на Orion оценил опасность и уменьшил паруса, чтобы прикрыть его огнём.
Когда Victory подошла к точке поворота, испанцы сделали ещё одну попытку прорвать линию английского флота. Victory, однако, оказалась быстрее, а ведущий трёхдечный испанцев выскочил слишком близко к Victory — в результате чего он получил разрушительный бортовой залп. «Мы послали им отличную валентинку», вспоминал позже канонир с Goliath.
Когда последний корабль британской линии прошёл мимо испанцев, образовался строй в виде буквы U. Culloden в голове, уже на обратном курсе, следовал за концевыми испанцами. После этого подветренный дивизион испанцев оставил попытки присоединиться к наветренному. Если бы им удалось соединиться, сражение, скорее всего, закончилось бы неопределённо, отступлением испанского флота в Кадис и сидящими у них на хвосте англичанами (подобно Непобедимой Армаде в 1588 году).

### 13:05
В 13:05, адмирал Джервис поднял сигнал:

Занять позиции для взаимной поддержки и вступать в бой по мере подхода противника.

Нельсон, к тому моменту вернувшийся на Captain (74), находился в хвосте линии англичан, гораздо ближе к более сильной колонне испанцев. Он пришёл к выводу, что завершить манёвр так, чтобы поймать их, не удастся, и если не воспрепятствовать манёврам испанцев, то всё, выигранное к этому моменту, будет потеряно. Вольно интерпретируя сигнал Джервиса и в противоречии с предыдущими приказами, Нельсон скомандовал капитану Миллеру ворочать фордевинд, выйти из линии, одновременно ведя бой с меньшей группой. Как только его корабль повернул, Нельсон направил его между Diadem и Excellent, и подрезал нос испанским кораблям, составлявшим центр наветренного дивизиона. В эту группу входили Сантисима Тринидад, самый большой корабль того времени (130 пушек), Сан Хосе, Сальвадор дель Мундо и Мексикано (по 112 пушек), Сан Николас (80) и Сан Исидро (74).
Решение Нельсона повернуть было очень важно. Как младший флагман, он подчинялся приказам главнокомандующего — адмирала Джервиса. Манёвр Нельсона прямо противоречил приказу Строить линию баталии … и очень вольно интерпретировал сигнал от 13:05. Если бы действия Нельсона не принесли успеха, он был бы предан военному трибуналу за неподчинение приказу перед лицом неприятеля, с последующим отстранением от командования и разжалованием.
Примерно в 13:30 Culloden догнал испанский флот и открыл огонь. Через десять минут к нему присоединился Captain,
открывший огонь по Сантисима Тринидад. Кроме того уже на подходе были Blenheim, Prince George и другие корабли английской эскадры. В этой ситуации испанский адмирал был вынужден отказаться от попытки объединения флота и отдал приказ кораблям лечь на левый галс.
Около 14 часов на помощь Captain, находящемуся под огнём шести испанских кораблей, приходит Culloden. Captain, получив короткую передышку, использует её для ремонта поврежденного такелажа.
В 14:30 Excellent, получив приказ спуститься по ветру, оказывается возле поврежденного Сальвадор дель Мундо, обстреливает его несколько минут, а затем атакует следующий испанский корабль, Сан Исидро, потерявший к тому времени все свои мачты.
После непродолжительной обороны на Сан Исидро спускают испанский флаг. Сразу после этого Excellent и Diadem начинают атаковать Сальвадор дель Мундо, который тоже вскоре сдается.

### 15:00
В 15:15 Excellent, оставив призы на подходящие фрегаты, атаковал 80 пушечный Сан Николас, ведущий перестрелку с Captain. Подойдя к испанскому кораблю на несколько метров Excellent открыл огонь. Пытаясь уклониться от разрушительных залпов Сан Николас столкнулся с другим испанским кораблём, 112 пушечным Сан Хосе, сильно пострадавшим от огня Captain, Culloden, Blenheim, и Prince George. Captain, к тому времени стал практически неуправляемым, и у англичан не оставалось другого выбора, кроме как попытаться взять испанцев на абордаж.
В 15:20 с криком «Вестминстерское аббатство или блестящая победа!» Нельсон приказал своей абордажной команде перебраться на борт Сан Николас. Захватив его, англичане перебрались на борт Сан Хосе. Таким образом оба испанских судна были успешно захвачены.
Сантисима Тринидад, к тому времени получивший очень тяжелые повреждения, спустил флаг в знак капитуляции. От захвата англичанами его спасли два корабля, посланных на выручку Кордовой — Пелайо и Сан Пабло, атаковавшие Diadem и Excellent. В 16 часов Сантисима Тринидад, в сопровождении двух судов, вышел из боя.
Корабли отряда Морено объединились с оставшимися судами Кордовы, и развернулись, чтобы оказать помощь преследуемым испанским судам. Адмирал Джервис отдал приказ прикрыть призы и поврежденные корабли, и в 16:15 были направлены фрегаты чтобы взять призы на буксир. В 16:39 был поднят сигнал строиться в линию за кормой Victory. Бой был почти закончен.

### Окончание сражения
В 17:00 Нельсон перенёс свой флаг с выведенного из строя Captain на Irresistible. Сражение у мыса Сан-Висенте обошлось Королевскому флоту в 73 убитых, и ещё 327 тяжело раненых. Потери испанских кораблей были выше — убиты 250 и ранены 550 человек. Всё ещё чёрный от копоти, в изорванной в лохмотья форме, Нельсон прибыл на борт Victory, где на шканцах его встретил адмирал Джервис:
Адмирал обнял меня, сказал, что у него нет достаточно слов, чтобы отблагодарить меня, и употребил все возможные выражения, которые только могли меня осчастливить.
Это была победа Королевского флота — 15 английских кораблей победили испанский флот из 27, причём у испанцев было больше пушек и людей. Однако, адмирал Джервис располагал отлично подготовленными людьми, в то время как испанский флот под командованием дона Хосе Кордобы был ещё плохо обучен. Из 600—900 человек на борту его кораблей, только 60-80 были обученными моряками, остальные — солдатами или неопытными новобранцами. Испанцы сражались мужественно, но без должного руководства. После того, как San Jose был захвачен, оказалось, что дула у некоторых пушек всё ещё заткнуты дульными пробками.

## Последствия
Джервис отдал приказ уничтожить 4 захваченных корабля, если бой возобновится. Несколькими днями позже, 32-пушечный британский фрегат Terpsichore заметил повреждённый Сантисима Тринидад, возвращающийся в Испанию. Капитан Ороско, назначенный де Кордобой, держал флаг на фрегате Diana. Terpsichore начала погоню, держась, однако, вне досягаемости ретирадных пушек, каждый раз, как Сантисима Тринидад поворачивал к фрегату.
Тем не менее, Terpsichore дважды получила попадания, что привело к повреждению оснастки, мачт и парусов, а также к определённым последствиям для её корпуса. После этого капитан Ричард Боуэн приказал продолжить погоню, держась на большей дистанции, пока корабль не был потерян из виду.
Потери англичан составили 73 убитых, 227 тяжело и около 100 легко раненых. Испанцы потеряли около 250 человек убитыми и 550 ранеными. Джервис был возведён в пэры и жалован титулом граф Сан-Висенте. Нельсон стал кавалером Ордена Бани и контр-адмиралом. Кордоба был уволен из испанского флота, и ему было запрещено появляться при дворе. Продолжавшаяся в течение последующих трёх лет блокада сильно подорвала операции испанского флота, вплоть до заключения Амьенского мира в 1802 году.
Сохранение угрозы со стороны испанцев и дальнейшее усиление своего флота позволило Джервису на следующий год послать эскадру под командой Нельсона обратно в Средиземное море. Эта эскадра, включая Orion Сумареса, Culloden Трубриджа и Goliath, теперь под командой Фоли, восстановила английское господство в Средиземном море в в заливе Абукир.

## Британский флот
Адмирал сэр Джон Джервис был на своём флагмане Victory. Британские корабли перечислены в порядке линии, от ведущего к замыкающему. Многие раненые англичане были ранены тяжело, и позже скончались. Число легкораненых составляло около 100 человек.
- «Culloden», 74 пушки (капитан Томас Трубридж) — повреждён, 10 убитых, 47 раненых
- «Blenheim», 90 пушек (капитан Томас Ленокс Фредерик) — повреждён, 12 убитых, 49 раненых
- «Prince George», 90 пушек (контр-адмирал Вильям Паркер, капитан Джон Ирвин) — 8 убитых, 7 раненых
- «Orion», 74 пушки (капитан Джеймс Сумарес) — 9 раненых
- «Colossus», 74 пушки (капитан Джордж Мюррей) — 5 раненых
- «Irresistible», 74 пушки (капитан Джордж Мартин) — 5 убитых, 14 раненых
- «Victory», 100 пушек (адмирал сэр Джон Джервис, капитаны Роберт Кальдер и Джордж Грей) — 1 убит, 5 раненых
- «Egmont», 74 пушки (капитан Джон Саттон)
- «Goliath», 74 пушки (капитан Чарльз Х. Ноулз) — 8 раненых
- «Barfleur», 98 пушек (вице-адмирал Вильям Валдергрейв, капитан Джеймс Ричард Дакрес) — 7 раненых
- «Britannia», 100 пушек (вице-адмирал Чарльз Томпсон, капитан Томас Фолей) — 1 ранен
- «Namur», 90 пушек (капитан Джеймс Хокинс Уитшед) — 2 убитых, 5 раненых
- «Captain», 74 пушки (Коммодор Горацио Нельсон, капитан Ральф Виллетт Миллер) — Тяжело повреждён, 24 убитых, 56 раненых
- «Diadem», 64 пушки (капитан Джордж Генри Тоури) — 2 раненых
- «Excellent», 74 пушки (капитан Катберт Коллинвуд) — 11 убитых, 12 раненых

Фрегаты, и т. д.
- «Minerve», 38 пушек (капитан Коберн, Джордж)
- «Lively», 32 пушки (капитан Лорд Гарлиес)
- «Niger», 32 пушки (капитан Эдвард Джеймс Фут[англ.])
- «Southampton», 32 пушки (капитан Джеймс Макнамара)
- «Bonne-Citoyenne», 20 пушек (коммандер Чарльз Линдсэй)
- «Raven», шлюп, 18 пушек (Коммандер Вильям Прауз)
- «Fox», тендер, 10 пушек (лейтенант Джон Гибсон)

## Испанский флот
Под командованием адмирала Хосе де Кордобы на его флагмане Сантисима Тринидад.
- «Santisima Trinidad», 130 пушек (адмирал Хосе де Кордоба, капитан Рафаэль Ороско) — 69 убитых, 233 раненых
- «Purisima Concepcion», 112 пушек (генерал-лейтенант Моралес де лос Риос, капитан Хосе Эскано) — 8 убитых, 21 раненых
- «Conde de Regla», 112 пушек (коммодор Клод Франсуа Ренард, граф Амблимонд, капитан Херонимо Браво) — 9 убитых, 44 раненых
- «Mexicano», 112 пушек (бригадир Франсиско де Эррера) — 25 убитых, 88 раненых
- «Principe de Asturias», 112 пушек (генерал-лейтенант Хоакин Моренo, капитан Антонио де Эскано) — 10 убитых, 19 раненых
- «Salvador del Mundo», 112 пушек (бригадир Антонио Йепес)- захвачен, 42 убитых, 124 раненых
- «San Jose», 112 пушек (коммодор Франсиско Хавьер Winthuysen, капитан Педро Пинеда) — захвачен, 46 убитых, 96 раненых
- «San Nicolás de Bari», 80 пушек (бригадир Томас Геральдино) — захвачен, 144 убитых, 59 раненых
- «Atlante», 74 пушки (капитан Гонсало Вальехо) — 6 убитых, 5 раненых
- «Conquistador», 74 пушки (капитан Джозеф Батлер) — 6 убитых
- «Firme», 74 пушки (капитан Бруно Айяла) — 2 убитых, 1 ранен
- «Glorioso», 74 пушки (капитан Хуан де Агирре)
- «Oriente», 74 пушки (капитан Хуан Суарез) — 8 убитых, 20 раненых
- «Infante Don Pelayo», 74 пушки (капитан Каэтано Вальдес) — 4 убитых, 4 раненых
- «San Antonio», 74 пушки (капитан Сальвадор Медина)
- «Santo Domingo», 64 пушки (капитан Мануэль Мария де Торрес) — 2 убитых
- «San Fermin», 74 пушки (капитан Хосе де Торрес)
- «San Francisco de Paula», 74 пушки (капитан Хосе де Гумбарда)
- «San Genaro», 74 пушки (капитан Августин Вильявисенсио)
- «San Ildefonso», 74 пушки (капитан Рафаэль Маэстре)
- «San Juan Nepomuceno», 74 пушки (капитан Антонио Бонео)
- «San Pablo», 74 пушки (капитан Бальтасар Идальго де Сиснерос)
- «San Isidro», 74 пушки (капитан Теодоро Агрумоса) — захвачен, 29 убитых, 63 раненых
- «Soberano», 74 пушки (флаг-капитан Хуан Висенте) — 25 убитых, 79 раненых

Фрегаты и прочие суда
- «Ceres», 40 пушек (коммандер Игнасио Олаета)
- «Nuestra Señora de Atocha», 40 пушек (коммандер Антонио Пареха)
- «Diana», 34 пушки (коммандер Хуан Хосе Варела)
- «Matilde», 34 пушки (капитан Мануэль Витория)
- «Nuestra Señora de las Mercedes», 34 пушки (коммандер Хосе Варела)
- «Perla», 34 пушки (коммандер Франциско Мойя)
- «Nuestra Señora de la Paz», 40 пушек (коммандер Сантьяго Иризарри)
- «Asuncion», 28 пушек (лейтенант Мануэль Диас Эррера)
- «Vigilante», 12 пушек (лейтенант Хосе-де-Кордоба)
- «Santa Paula», 20 пушек (лейтенант Хосе Элексага)
- «Santa Balbina», 18 пушек (лейтенант Диего Очандиа)
- «Santa Justa», 18 пушек (лейтенант Флоренсио Скалс)